# Fylde (circonscription britannique)
Pour les articles homonymes, voir Fylde.
La circonscription de Fylde  est une circonscription située dans le Lancashire, et représentée à la Chambre des communes du Parlement britannique.